# Chantal Jaquet
 (août 2016).
Si vous disposez d'ouvrages ou d'articles de référence ou si vous connaissez des sites web de qualité traitant du thème abordé ici, merci de compléter l'article en donnant les références utiles à sa vérifiabilité et en les liant à la section « Notes et références ».
Pour les articles homonymes, voir Jaquet.
Chantal Jaquet, née en 1956, est une historienne de la philosophie et une philosophe française contemporaine.
Spécialiste de Spinoza, de l'histoire de la philosophie moderne, de la philosophie du corps et de la philosophie sociale (les transclasses), elle a dirigé le Centre d'histoire des philosophies modernes de la Sorbonne de 2018 à 2021.
Elle fonde la revue Philonsorbonne, la revue de l'École doctorale de philosophie qu'elle dirige de 2006 à 2016. Elle dirige également la collection « Les Anciens et les Modernes : études de philosophie » aux éditions Classiques Garnier.

## Biographie
Originaire de Tincave, un hameau de montagne savoyard, et issue d'une famille très pauvre avec une mère au foyer et un père successivement berger, mineur, puis employé communal, Chantal Jaquet accomplit un parcours exceptionnel par rapport à son milieu social. Élève boursière au CEG de Bozel, elle est reçue 1re au concours d'entrée à l'École normale d'institutrices de Savoie, à l'âge de 15 ans. Destinée à devenir institutrice, elle est autorisée à poursuivre ses études en classes préparatoires, comme élève-maîtresse salariée, en raison de l'obtention d'une mention « très bien » au baccalauréat de lettres.
Elle est admise à l'École normale supérieure de Fontenay-aux-Roses, puis à l'agrégation de philosophie. Après sa mise à disposition du rectorat de Paris, elle enseigne comme professeur agrégé, successivement dans les lycées de Flers, dans l'Orne, de Draguignan, dans le Var, puis dans la banlieue parisienne à Étampes et Athis-Mons.
Parallèlement à l'enseignement secondaire, elle entreprend une thèse de doctorat intitulée « Sub specie aeternitatis » : étude des concepts de temps, durée et éternité chez Spinoza, sous la direction de Jean-Marie Beyssade ; elle la soutient en 1994, obtenant la mention très honorable et les félicitations du jury à l'unanimité. L'année suivante, elle est élue maîtresse de conférences à l'université Paris 1 Panthéon-Sorbonne. Elle soutient ensuite une habilitation à diriger les recherches intitulée Les expressions de la puissance d'agir et elle est élue professeur à l'université Paris 1 Panthéon-Sorbonne.

## Travaux de recherche
Centrées autour des expressions de la puissance d'agir, les recherches de Chantal Jaquet ont d'abord porté sur Spinoza, et plus particulièrement sur la puissance de l'esprit capable d'être éternel et de concevoir les choses sub specie æternitatis. Prenant pour point de départ l'élucidation de cette expression sub specie æternitatis, — qu'elle traduit par la formule sous un regard d'éternité —, Chantal Jaquet s'interroge sur les rapports entre l'éternité et la durée chez Spinoza qui demeurent des points aveugles du système et cherche à penser leur articulation rationnelle au sein de l'existence.
Dans le prolongement de cette démarche, elle se tourne vers l'examen de la puissance du corps, qui fait pendant à celle de l'esprit, et elle remet totalement en cause dans son livre L'unité du corps et de l'esprit, Affects, actions, passions chez Spinoza,  (PUF, 2004) la thèse du parallélisme psychophysique appliquée abusivement à Spinoza par des commentateurs comme Martial Gueroult ou Gilles Deleuze. Elle prend alors appui sur un modèle spinoziste et le combine à une approche phénoménologique pour développer une réflexion philosophique propre aussi bien sur la puissance technique et artistique du corps que sur sa puissance éthique et sexuelle (Cf. Le corps, Puf, 2001). Ses recherches sur la puissance corporelle la conduisent à se pencher sur l'odorat et élaborer une philosophie ayant pour objet ce sens oublié (cf. Philosophie de l'odorat) et une esthétique olfactive (Cf. L'art olfactif contemporain, Classiques Garnier, 2014).
En 2021, elle publie dans la Revue internationale de philosophie no 1 « Le statut des sujets chez Spinoza » qui traite de la résistance des sujets et analyse d’abord la conception hobbesienne du sujet, qui doit abandonner son droit de résister et ensuite étudie les deux concepts subditus et subjectum et de leur lien dans la philosophie de Spinoza pour montrer, au contraire, que le statut de sujet n’implique pas l’abandon du droit de résister.
Elle forge le concept des "transclasses" pour désigner les personnes qui passent d'un milieu social à un autre. Elle parle de son enfance douloureuse marquée par la pauvreté et de sa propre trajectoire de transclasse dans un livre d'entretiens avec Jean-Marie Durand paru aux PUF, Juste en passant.

## Publications

### Livres en nom propre
- Le Désir, Paris, Éditions Quintette, 1991, réédité en septembre 2003  (ISBN 2-86850-123-0).
  - Il desiderio, traduction italienne, Epistémé, 1996.
- Sub specie aeternitatis, étude des concepts de temps durée et éternité chez Spinoza, Paris, Kimé, 1997, préface d'Alexandre Matheron.  (ISBN 978-2841740710).
  - ré-édition, Classiques Garnier, 2015  (ISBN 978-2-8124-3590-4).
- Spinoza ou la Prudence, Paris, Éditions Quintette, 1997, réédition en 2004  (ISBN 2-86850-133-8).
  - Spinoza o la prudentia, traduction espagnole par Axel Cherniavsky, 2008, Éditions Tinta Limón y Cactus, Buenos Aires.
- Le Corps, Paris, PUF, Philosopher, 2001.  (ISBN 978-2130516248).
  - A força do corpo humano, traduzido por Marcia Patrizio, Sao Paulo, Annablume, 2010  (ISBN 978-85-391-0183-2).
- L’unité du corps et de l’esprit. Affects, actions passions chez Spinoza, Paris PUF, 2004, ré-édition 2015  (ISBN 978-2130542049).
  - A unidade do corpo e da mente, Afetos, açoes e paixoes em Espinosa, Traduction en portugais par Luis César Oliva et Marcos Ferreira de Paula, Edition Autêntica, Sao Paulo, 2011  (ISBN 978-85-7526-592-5).
  - L’unita del corpo e della mente, affetti, azioni e passioni, traduction en italien par Raffaele Carbone, Mimesis edizioni Milano, 2013  (ISBN 978-88-5751-693-6).
  - La unidad del cuerpo y de la mente, afectos, acciones y pasiones en Spinoza', traduction en espagnol par Anselmo Torres y Cecilia Paccazochi, 2014  (ISBN 978-987-192-519-3).
  - The Unity of Body and Mind, Affects, Actions and Passions in Spinoza, traduction anglaise par Tatiana Reznichenko, Edinburg Press, 2018.
- Les expressions de la puissance d’agir chez Spinoza, Publications de la Sorbonne, 2005.  (ISBN 2859445374).
- Philosophie de l’odorat, Paris, PUF, 2010  (ISBN 978-2130579144).
  - Filosofia do Odor,  traduction en portugais, Éditions Forense, Rio de Janeiro, 2014.  (ISBN 978-85-309-3565-8)
  - 匂いの哲学―香りたつ美と芸術の世界, Traduction en japonais par Miou Kitamura et Yoko Iwasaki, Éditions Koyoshobo, Kyoto, 2015,  (ISBN 978-4-7710-2642-1).
  - Filosofía del olfato, traduction en espagnol par Guillermina Fehér, Mexico, Paidos, 2016  (ISBN 978-607-747-137-0).
- Bacon et la promotion des savoirs, PUF, 2010  (ISBN 978-2130568575).
- Les Transclasses ou la Non-Reproduction, PUF, 2014  (ISBN 978 2-13-063182-8).
- Les liens corps esprit, regards croisés à partir de cas cliniques (en collaboration avec Pauline Neveu, Eric Pireyre, Fabrice de Sainte Maréville, Philippe Scialom) Paris, Dunod, 2014,  (ISBN 978-2-10-070588-7)
- Le Désir, Paris, Éditions du Retour, 2017, réédition  (ISBN 978-2-9557906-1-8).
- Spinoza à l'œuvre, composition des corps et force des idées, Éditions de la Sorbonne, 2017  (ISBN 978-2-85944-984-1).
- Philosophie du kôdô : l'esthétique japonaise des fragrances, Paris, Vrin, 2018, (ISBN 978-2-71162-851-3)
- Juste en passant, avec Jean-Marie Durand, PUF, 2021  (ISBN 2130827829)

### Directions d'ouvrages collectifs
- Les trois erreurs de Bacon et de Descartes selon Spinoza, no 6 de la Revue de l’Enseignement philosophique, juillet-août 1997. Actes du colloque du 22 mars 1997 organisé sous la direction de C. Jaquet.
- L'Héritage baconien au XVIIe et au XVIIIe siècles, Paris, Kimé, 2000.
- Fortitude et servitude, Lectures de l’Éthique IV de Spinoza, en collaboration avec Pascal Sévérac et Ariel Suhamy, Kimé, 2003.
- Les Pensées métaphysiques de Spinoza, sous la direction de Chantal Jaquet, Publications de la Sorbonne, 2004.
- Les significations du « corps » dans la philosophie classique, sous la direction de Chantal Jaquet et Tamas Pavlovits, L’Harmattan, 2004.
- Spinoza, Philosophe de l’amour, sous la direction de Chantal Jaquet, Ariel Suhamy, Pascal Sévérac, Presses de Saint-Étienne, 2005.
- Les Facultés de l’âme à l’âge classique, sous la direction de Chantal Jaquet et Tamas Pavlovits, Publications de la Sorbonne, 2006.
- La Multitude libre. Nouvelles lectures du Traité politique de Spinoza, sous la direction de Chantal Jaquet, Ariel Suhamy, Pascal Sévérac, Éditions Amsterdam, 2008.
- La théorie spinoziste des rapports corps/esprit et ses usages actuels, Paris, Hermann, 2009.
- Spinoza Transalpin, les interprétations actuelles en Italie sous la direction de Chantal Jaquet et Pierre-François Moreau, publications de la Sorbonne, 2012  (ISBN 978-2-85944-691-8)
- L’art du portrait conceptuel, Deleuze et l’histoire de la philosophie, sous la direction d’Axel Cherniasky et de Chantal Jaquet, Éditions Classiques Garnier, 2013,  (ISBN 978-2-8124-1055-0)
- El arte del retrato conceptual. Deleuze y la historia de la filosofía. Dir. Axel Cherniasky y Chantal Jaquet, Buenos-Aires, Eduvim, 2014  (ISBN 978-987-699-143-8)
- L'art olfactif contemporain : [actes du colloque "La création olfactive", 23 et 24 mai 2014], sous la direction de Chantal Jaquet, Paris : Éditions Classiques Garnier, 2015  (ISBN 978-2-8124-3551-5).
- Spinoza Malebranche, à la croisée des interprétations, sous la direction de Raffaele Carbone, Chantal Jaquet, Pierre-François Moreau, Éditions de l'"ENS, 2018  (ISBN 978-284788-978-9)
- "La fabrique des transclasses", sous la direction de Chantal Jaquet et Gérard Bras, PUF, 2018.